# Larsenisme
 Denne artikel bør gennemlæses af en person med fagkendskab for at sikre den faglige korrekthed.

Larsenisme er en politisk -isme opkaldt efter Aksel Larsen.
Larsenismen er opstået efter erfaringerne fra Danmarks Kommunistiske Parti, som Aksel Larsen havde været formand for, inden han dannede Socialistisk Folkeparti. Larsenismen afviser derfor den demokratiske centralisme, lige som den afviser ethvert påbud fra partiorganisationen til de folkevalgte i folketing, byråd med videre. De folkevalgte har et yderligere mandat end det de har fået fra partiorganisationen, nemlig fra vælgerne, og det er således de folkevalgte der afgør partiets politik, ikke partiets organer som hovedbestyrelse og landsmøde. Det betød naturligvis ikke at partimedlemmerne ikke skulle havde nogen indflydelse på partiets politik, men denne skulle udtrykkes ved at påvirke de folkevalgte på medlemsmøderne, gennem argumentationens styrke, og ved at særligt indsigtsfulde medlemmer var tilknyttet de folkevalgte som baggrundsgruppe. Et eksempel herpå er folketingsgruppens økonomgruppe, bestående af cand.polit.er, stud.polit.er og lignende.
I 70erne ledte holdningsforskelle til sidst til strid mellem mere 'gammeltroende' socialister og 'de fem'[kilde mangler]: tidligere landsformand for SF Sigurd Ømann, tidligere formand for folketingsgruppen, professor Morten Lange, professor Kristine Heltberg, Henning Philipsen og Kurt Brauer. I slutningen af 70erne meldte flere af gruppens medlemmer sig til sidst ud af partiet, og Sigurd Ømann endte da også som socialdemokratisk folketingskandidat, mens partiets hovedbestyrelse og landsmøde fremover fastlægger partiets politik på landsplan.
Som eksempler på moderne, larsenistisk ledede partier kan nævnes Erhard Jacobsens Centrumdemokraterne, som var repræsenteret i Folketinget 1972-2001, og Dansk Folkeparti.[kilde mangler]
En tilhænger af larsenismen kaldes meget naturligt en 'larsenist'.